# Mesocrambus candiellus
Mesocrambus candiellus là một loài bướm đêm trong họ Crambidae.